# Husie
För andra betydelser, se Husie (olika betydelser).

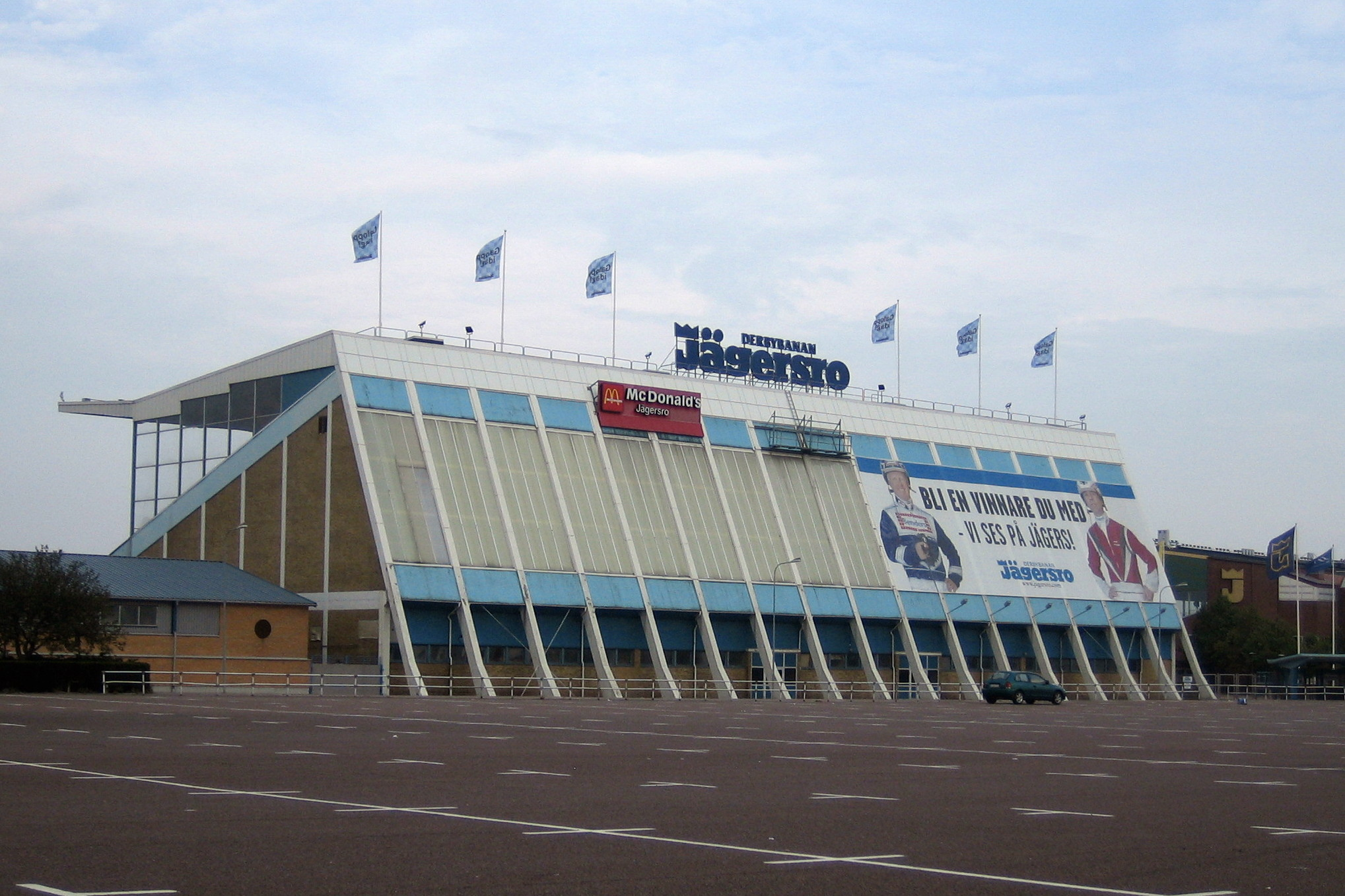
Jägersro travbana

Husie är en stadsdel i stadsområdet Öster i Malmö. Stadsdelen är ett av Malmös största utvecklingsområden. Man förväntar sig framför allt en exploatering mellan staden och Yttre ringvägen vilken kommer att pågå i decennier. För tillfället[när?] pågår byggprojekt i Gyllins trädgård och Kvarteret Draken.
Området har under de senaste decennierna förändrats; från att fram till 1982 ha varit platsen för Skånska luftvärnsregementet (flyttat till Ystad det året) och ett område där åkrarna mötte staden har Yttre ringvägen kommit att bilda ett slags inofficiell stadsgräns.

## Delområden
- Almgården
- Elisedal
- Fortuna Hemgården
- Höja
- Jägersro villastad
- Kvarnby
- Riseberga
- Stenkällan
- Södra Sallerup
- Toftanäs
- Videdal
- Virentofta
- Östra Skrävlinge